# Абдрашитовский сельсовет
Абдрашитовский сельсовет (баш. Әбдрәшит ауыл советы) — административно-территориальная единица и муниципальное образование в Альшеевском районе Республики Башкортостан Российской Федерации.
Законом «О границах, статусе и административных центрах муниципальных образований в Республике Башкортостан» муниципальное образование наделено статусом сельского поселения.

## История
Законом Республики Башкортостан «Об изменении границ и объединении отдельных сельских поселений в Республике Башкортостан» от 19 ноября 2008 года № 50-З Абдрашитовский сельсовет был объединён с Крымским сельсоветом в единый Абдрашитовский сельсовет с административным центром в селе Абдрашитово.

## Население
| 2002  | 2009  | 2010  | 2012  | 2013  | 2014  | 2015  |
| ----- | ----- | ----- | ----- | ----- | ----- | ----- |
| 1751  | ↗1779 | ↘1537 | ↘1505 | ↘1401 | ↘1349 | ↘1284 |
| 2016  | 2017  | 2018  | 2019  | 2020  |       |       |
| ↘1248 | ↘1234 | ↘1196 | ↘1143 | ↘1081 |       |       |

## Состав сельского поселения
| №  | Населённый пункт | Тип населённого пункта       | Население |
| -- | ---------------- | ---------------------------- | --------- |
| 1  | Абдрашитово      | село, административный центр | ↘619      |
| 2  | Крымский         | село                         | ↘529      |
| 3  | Линда            | деревня                      | ↗116      |
| 4  | Абдулкаримово    | деревня                      | ↘68       |
| 5  | Игенче           | деревня                      | ↘56       |
| 6  | Красная Звезда   | деревня                      | ↗56       |
| 7  | Малоабдрашитово  | деревня                      | ↘42       |
| 8  | Балкан           | деревня                      | ↘28       |
| 9  | Михайловка       | деревня                      | ↘19       |
| 10 | Николаевка       | деревня                      | ↘2        |
| 11 | Сартбаш          | деревня                      | ↗2        |

### Упразднённые населённые пункты
Богдановка — исключена из учётных данных Указом Президиума ВС Башкирской АССР от 12.12.1986 № 6-2/396 «Об исключении из учётных данных некоторых населённых пунктов»